# Solariella textilis
Solariella textilis je malý hlubinný mořský plž z čeledi kotoučovití (Trochidae).

## Rozšíření
Tento druh je endemický na Severním ostrově Nového Zélandu.

## Popis
Ulita je malá, zaoblená, šedavě-bílá. Maximální výška ulity je 5 mm, a šířka maximálně 5 mm.